# Clyde L. Herring

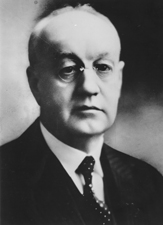
Clyde L. Herring

Clyde Laverne Herring (* 3. Mai 1879 in Jackson, Michigan; † 15. September 1945 in Washington, D.C.) war ein US-amerikanischer Politiker (Demokratische Partei). Er war von 1933 bis 1937 der 26. Gouverneur des Bundesstaates Iowa und vertrat diesen zwischen 1937 und 1943 Mitglied im US-Senat.

## Frühe Jahre
Clyde Herring besuchte die örtlichen Schulen seiner Heimat. Im Jahr 1897 zog er nach Detroit. Während des Spanisch-Amerikanischen Krieges von 1898 war er Soldat in einem Regiment aus Michigan. Nach dem Krieg zog er nach Colorado Springs, wo er zwischen 1902 und 1906 als Rancher arbeitete. Nach einem weiteren Umzug nach Massena (Iowa) arbeitete er von 1906 bis 1908 erneut in der Landwirtschaft. Im Jahr 1908 stieg er in das Automobilgeschäft ein, in dem er sehr erfolgreich und bald vermögend wurde. Zeitweise war er Generalvertreter für Ford in Iowa. Während des Ersten Weltkrieges diente er in der Nationalgarde von Iowa, die zu der Zeit die mexikanische Grenze sicherte.

## Politische Laufbahn
Im Jahr 1920 kandidierte Herring erfolglos für das Amt des Gouverneurs von Iowa. Zwei Jahre später scheiterte sein Versuch, in den US-Senat gewählt zu werden. Zwischen 1924 und 1928 war er im Vorstand der Demokratischen Partei von Iowa und im Jahr 1932 wurde er gegen Amtsinhaber Daniel Webster Turner zum neuen Gouverneur seines Staates gewählt. Damit war erstmals seit dem Ausscheiden von Horace Boies im Jahr 1894 ein Demokrat Gouverneur von Iowa. Dieser Wahlsieg lag im bundesweiten Trend, der mit der Wahl von Franklin D. Roosevelt zum Präsidenten der Vereinigten Staaten gekrönt wurde.
Herring trat sein neues Amt am 12. Januar 1933 an. Nach einer Wiederwahl im Jahr 1934 konnte er bis zum 14. Januar 1937 im Amt bleiben. Diese Zeit wurde von den Folgen der Weltwirtschaftskrise überschattet. Auch Iowa profitierte von der New-Deal-Politik der Bundesregierung. Der Gouverneur unternahm aber auch eigene Anstrengungen zur Überwindung der Krise. So wurde ein Gesetz zur besseren Kontrolle der Staatsausgaben erlassen und angeschlagene Banken erhielten staatliche Unterstützung. 1936 strebte Herring keine dritte Amtszeit an. Stattdessen kandidierte er für den US-Senat. Er gewann diese Wahl mit weniger als 36.000 Stimmen Vorsprung gegen den amtierenden republikanischen Senator Lester J. Dickinson.
Clyde Herring trat sein neues Amt im Kongress erst mit einer zweiwöchigen Verspätung am 15. Januar 1937 an. Der Grund dafür war, dass er seine Amtszeit als Gouverneur regulär beenden wollte. Herring verbrachte nur eine Amtszeit als US-Senator. Bei den Wahlen des Jahres 1942 wurde er nicht wiedergewählt: Er unterlag George A. Wilson. Im Jahr 1940 hatte er gehofft, von seiner Partei als Vizepräsidentschaftskandidat nominiert zu werden. Dieses Amt ging aber an Henry A. Wallace.

## Weiterer Lebenslauf
Nach seiner Zeit im Senat war er in einer führenden Position der Preisstabilitätskommission der Bundesregierung (Office of Price Administration). Danach wandte er sich wieder dem Automobilgeschäft zu. Bald darauf starb Herring im September 1945. Mit seiner Frau Emma Spinney hatte er vier Kinder.